# PEN15
PEN15 – amerykański komediowy serial internetowy wyprodukowany przez  Lonely Island Classics, Odenkirk Provissiero, Awesomeness TV oraz Party Over Here, którego twórcami są Maya Erskine, Anna Konkle i Sam Zvibleman. Serial jest emitowany od 8 lutego 2019 roku za pośrednictwem platformy internetowej Hulu.

## Fabuła
Akcja serialu dzieje się w 2000 roku, opowiada o problemach i życiu dwóch gimnazjalistek, Mayi i Anny.

## Obsada

### Główna
- Maya Erskine  jako Maya Ishii-Peters
- Anna Konkle  jako Anna Kone
- Mutsuko Erskine  jako Yuki Ishii-Peters
- Richard Karn  jako Fred Peters
- Taylor Nichols  jako Curtis Kone
- Melora Walters  jako Kathy Kone
- Taj Cross  jako Sam
- Dallas Liu  jako Shuji Ishii-Peters

### Role drugoplanowe
- Dylan Gage Moore jako Gabe
- Sami Rappoport jako Becca
- Anna Pniowsky jako Heather
- Ivan Mallon jako Ian
- Hannah Mae jako Connie M
- Tony Espinosa jako Jafeer
- Brady Allen jako Brendan
- Jill Basey jako Bell
- Lincoln Jolly jako Alex
- Brandon Keener  jako pań O
- Allius Barnes jako Evan
- Marion Van Cuyck jako Terra Newback
- Jessica Pressley jako Jessica
- David Bowe jakoAlbert
- Diane Delano jako Jan
- Jonah Beres jako Brandt
- Nathaniel Matulessya jako Skyler
- Katie Silverman jako Stevie
- Brekkan Spens jako Ben Field
- Bernadette Guckin jako pani Tooler
- Tim Russ  jako pań Wyzell
- Isaac Edwards jako Dustin
- Jennifer Steadman jako Suze
- Carmina Garay jako Jenna

## Odcinki
| Sezon | Odcinki | Oryginalna emisja w Hulu | Oryginalna emisja w Hulu |
| Sezon | Odcinki | Premiera sezonu          | Finał sezonu             |
| ----- | ------- | ------------------------ | ------------------------ |
| 1     | 10      | 8 lutego 2019            | 8 lutego 2019            |
| 2     | 14      |                          |                          |

### Sezon 1 (2017)
| Nr | #  | Tytuł             | Reżyseria      | Scenariusz                                    | Premiera w Hulu |
| -- | -- | ----------------- | -------------- | --------------------------------------------- | --------------- |
| 1  | 1  | First Day         | Dan Longino    | Maya Erskine, Anna Konkle,Sam Zvibleman       | 8 lutego 2019   |
| 2  | 2  | Miranda           | Dan Longino    | Maya Erskine, Anna Konkle, Sam Zvibleman      | 8 lutego 2019   |
| 3  | 3  | Ojichan           | Dan Longino    | Maya Erskine                                  | 8 lutego 2019   |
| 4  | 4  | Solo              | Andrew DeYoung | Sam Zvibleman                                 | 8 lutego 2019   |
| 5  | 5  | Community Service | Andrew DeYoung | Jessica Watson                                | 8 lutego 2019   |
| 6  | 6  | Posh              | Andrew DeYoung | Andrew Rhymer, Jeff Chan                      | 8 lutego 2019   |
| 7  | 7  | AIM               | Sam Zvibleman  | Gabe Liedman                                  | 8 lutego 2019   |
| 8  | 8  | Wild Things       | Sam Zvibleman  | Maya Erskine, Anna Konkle, Sam Zvibleman      | 8 lutego 2019   |
| 9  | 9  | Anna Ishii-Peters | Sam Zvibleman  | Maya Erskine, Anna Konkle, Stacy Osei-Kuffour | 8 lutego 2019   |
| 10 | 10 | Dance             | Sam Zvibleman  | Anna Konkle                                   | 8 lutego 2019   |

## Produkcja
19 kwietnia 2018 roku, platforma Hulu zamówiła 10 odcinkowy pierwszy sezon komedii. 1 maja 2019 roku, platforma Hulu zamówiła drugi sezon.